# رزقة الشناوي
قرية رزقة الشناوى هي إحدى القرى التابعة لمركز كفر الشيخ في محافظة كفر الشيخ في جمهورية مصر العربية. حسب إحصاءات سنة 2006، بلغ إجمالي السكان في رزقة الشناوى 4117 نسمة، منهم 2038 رجل و2079 امرأة.

## التاريخ
قرية رزقة الشناوي من القرى القديمة، حيث وردت باسم «ديرب» في أعمال الغربية ضمن قرى الروك الصلاحي التي أحصاها ابن مماتي في كتاب قوانين الدواوين، كما وردت باسم «ديرب» في أعمال الغربية ضمن قرى الروك الناصري التي أحصاها ابن الجيعان في كتاب «التحفة السنية بأسماء البلاد المصرية». وفي العصر العثماني وردت باسم «ديرب» في التربيع العثماني الذي أجراه الوالي العثماني سليمان باشا الخادم في عصر السلطان العثماني سليمان القانوني ضمن قرى ولاية الغربية، وفي تاريخ 1228هـ/1813م الذي عدّ قرى مصر بعد المسح الذي قام به محمد علي باشا باسم «رزقة الشناوي» ضمن قرى مديرية الغربية.